# Ribera de Piquín
Ribera de Piquín (oficialmente y en gallego Ribeira de Piquín) es un municipio de la provincia de Lugo, en Galicia (España). Pertenece a la comarca de Meira.

## Localización
Concello lucense situado aproximadamente a unos 50 km de la capital. Entre su paisaje se encuentra el río Eo. 
El ayuntamiento se encuentra situado en O Chao de Pousadoiro.

## Geografía humana

### Demografía
Cuenta con una población de 492 habitantes (INE 2024).
| Gráfica de evolución demográfica de Ribeira de Piquín entre 1940 y 2021 |
| |
| Población de derecho según los censos de población del INEEn estos censos se denominaba Ribera de Piquín: 1940, 1950, 1960, 1970 y 1981 Entre el censo de 1940 y el anterior, aparece este municipio porque se segrega del municipio 27029 (Meira) |

## Organización territorial
El municipio está formado por cincuenta y cinco entidades de población distribuidas en cinco parroquias:
- Acebo[9] (Santiago)[6][10][11]
- Baos[11] (San Xoán)[6][12]
- Navallos (San Pedro)
- Piquín (San Jorge)[9]
- Santalla (Santa Eulalia)[6][9][13]